# Mezőhék
Mezőhék es un pueblo húngaro perteneciente al distrito de Mezőtúr en el condado de Jász-Nagykun-Szolnok, con una población en 2012 de 317 habitantes.
Se conoce su existencia desde el siglo XVI, pero tradicionalmente era un conjunto de granjas de ganadería extensiva. Su unificación comenzó en 1874 con la construcción del colegio. Se constituyó como localidad en 1951.
Se ubica unos 10 km al oeste de la capital distrital Mezőtúr.